# يو إف سي على إي إس بي إن: هولم ضد ألدانا
يو إف سي على إي إس بي إن: هولم ضد ألدانا (بالإنجليزية: UFC on ESPN: Holm vs. Aldana)‏ (المعروف أيضًا باسم يو إف سي على إي إس بي إن 16 و جزيرة القتال يو إف سي 4) هو حدث لفنون القتال المختلطة نظمته يو إف سي، وأُقيم في 4 أكتوبر 2020، على دو فورم في جزيرة ياس، الإمارات العربية المتحدة.